# Colossendeis macerrima
Colossendeis macerrima is een zeespin uit de familie Colossendeidae. De soort behoort tot het geslacht Colossendeis. Colossendeis macerrima werd in 1881 voor het eerst wetenschappelijk beschreven door Wilson. 